# George Hazelwood Locket
George Hazelwood Locket (Brantingham, 12 agosto 1900 – 27 gennaio 1991) è stato un insegnante e aracnologo britannico.

## Biografia
Dopo la prima guerra mondiale, intraprese gli studi ad Oxford dove sir Julian Huxley (1887-1975) lo convinse ad abbandonare gli studi di chimica per quelli di biologia. Insegnò per tutta la vita, principalmente chimica, e nel tempo libero si dedicò alla sua passione: i ragni.
Poté beneficiare degli studi e delle ricerche di suoi illustri predecessori: Arthur Randell Jackson (1877-1944), William Falconer (1862-1943) e John Edward Hull (1863-1960).
Dopo la seconda guerra mondiale, con un gruppo di aracnologi, fra i quali Alfred Frank Millidge (1914-2012), William Syer Bristowe (1901-1979) e Theodore Horace Savory (1896-1981), intraprese uno studio accurato della fauna aracnologica inglese che culminò in tre volumi dal titolo British Spiders pubblicati fra il 1951 e il 1974.

## Premi ricevuti
Nel 1974 gli è stato assegnato il premio Stanford Raffles dalla Zoological Society of London.

## Alcuni taxa descritti
- Batueta Locket, 1982 - genere di ragni Linyphiidae
- Holma Locket, 1968 - genere di ragni Linyphiidae
- Ibadana Locket & Russell-Smith, 1980 - genere di ragni Linyphiidae
- Johorea Locket, 1982 - genere di ragni Linyphiidae
- Nasoona Locket, 1982 - genere di ragni Linyphiidae
- Pseudomaso Locket & Russell-Smith, 1980 - genere di ragni Linyphiidae
- Simplicistilus Locket, 1968 - genere di ragni Linyphiidae

## Taxa denominati in suo onore
- Locketiella Millidge & Russell-Smith, 1992 - genere di ragni Linyphiidae
- Locketina Koçak & Kemal, 2006 - genere di ragni Linyphiidae
- Ceratinopsis locketi Millidge, 1995 - genere di ragni Linyphiidae
- Tmarus locketi Millot, 1942 - genere di ragni Thomisidae

## Alcune pubblicazioni
- Locket, G.H., 1965 - A new British species of linyphiid spider. Entomologist's mon. Mag. vol.101, p. 48-50
- Locket, G.H., 1973 - Two spiders of the genus Erigone Audouin from New Zealand. Bull. Br. arachnol. Soc. vol.2, p. 158-165
- Locket, G.H., 1976 - A note on the structure of the male palp of Callilepis nocturna (Linnaeus) (Araneae, Gnaphosidae). Bull. Br. arachnol. Soc. vol.3, p. 159
- Locket, G.H., 1982 - Some linyphiid spiders from western Malaysia. Bull. Br. arachnol. Soc. vol.5, p. 361-384